# Elsenfeld

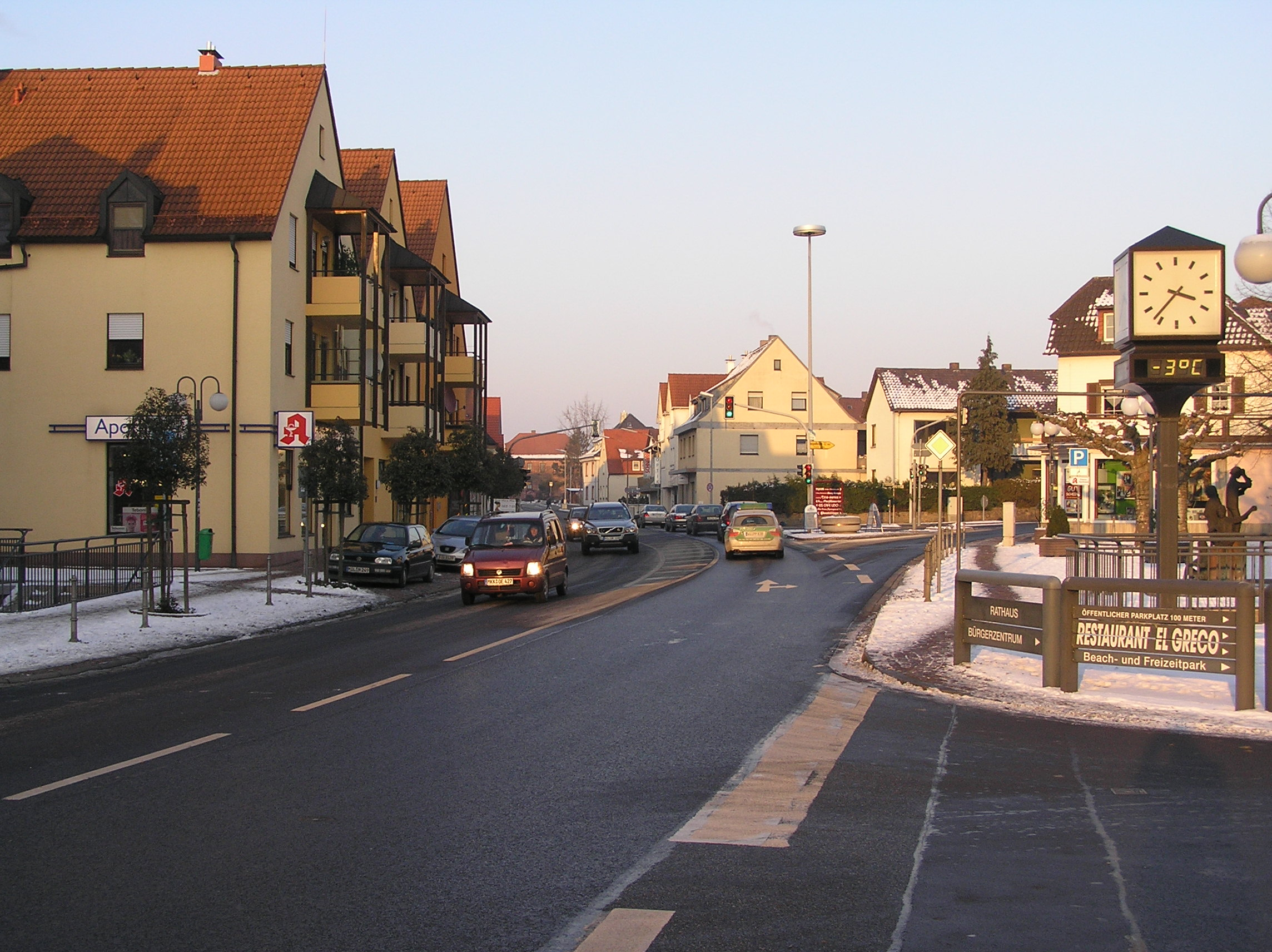
Elsenfeld

Elsenfeld este o comună-târg din districtul Miltenberg, regiunea administrativă Franconia Inferioară, landul Bavaria, Germania.